# Lavki-prijs voor het Jeugdboek
De Lavki-prijs voor het Jeugdboek is een vijfjaarlijkse Belgische literaire prijs voor het jeugdboek, bedoeld voor auteurs die in Vlaanderen geboren werden of er minstens vijf jaar wonen. In 2021 werd de Lavki-prijs voor de tiende keer uitgereikt.

## Achtergrond
De prijs is genoemd naar Lod. Lavki, pseudoniem van Ludovic Van Winkel (Heks, 10 januari 1893 - Hasselt, 25 juli 1954), een Belgisch Nederlandstalig schrijver, priester, leraar te Hasselt (1920-1954), aalmoezenier van de Limburgse padvinders en een van de meest gelezen Vlaamse jeugdboekenschrijvers. In 1939 werd het boek Siee-Krath bekroond met de prijs der Vlaamse Provincies voor het beste jeugdboek. Gerard Walschap schreef over hem: 'In Lavki is herboren de verloren gave onzer beste vertellers...'.
Kort na Lavki's dood werd het Lavki-comité opgericht. In 1955 al werd de eerste provinciale Lavki-jeugdprijs voor het beste kortverhaal uitgereikt. Toen na jaren de belangstelling hiervoor verzwakte, lanceerde het comité de vijfjaarlijkse Lavki-prijs voor het beste jeugdboek.

## Prijswinnaars
| Jaar | Auteur                 | Titel                              |
| ---- | ---------------------- | ---------------------------------- |
| 1974 | Cyriel Verleyen        | De boodschap van de onzichtbare    |
| 1979 | René Swartenbroekx     | De lege cel                        |
| 1984 | Gil Vander Heyden      | Woensdag, maar vanavond niet       |
| 1989 | Maria Heylen           | De verdwenen koningin              |
| 1994 | Ed Franck              | De hemel bestaat, uit vijf letters |
| 1999 | Anne Provoost          | Vallen                             |
| 2004 | Gerda van Erkel        | Een dubbel vuurteken               |
| 2011 | Els Beerten            | Allemaal willen we de hemel        |
| 2016 | Herman van de Wijdeven | Zoals het gebeurd is               |
| 2021 | Marleen Nelen          | Alles wat licht is                 |